# Pasquale Ermini
Pasquale Ermini (Leccio, 30 settembre 1905 – Firenze, 15 luglio 1958) è stato un pilota automobilistico e imprenditore italiano, fondatore della Casa automobilistica che porta il suo nome.

## Biografia
L'ingresso di Pasquale Ermini, ma conosciuto soprattutto come Pasquino, nel mondo dei motori risale al 1927 quando viene assunto come meccanico apprendista nell'officina di Emilio Materassi, il grande pilota mugellano. Con la Scuderia Materassi, che nel 1926 avrebbe rilevato un notevole numero di Talbot da gran premio, Ermini rimase anche dopo la tragica scomparsa di Emilio l'8 settembre 1928, fino allo scioglimento della scuderia, rilevata da Gastone Brilli Peri, nel 1932. Fu allora che decise di mettersi in proprio aprendo un'officina per l'elaborazione di auto da corsa in via Campo d'Arrigo a Firenze. Oltre alla preparazione di auto continuava a gareggiare come pilota prendendo parte anche a diverse edizioni della Mille Miglia.
Dopo la Seconda guerra mondiale trasferì le sue officine in viale Matteotti all'angolo con piazza della Libertà e in quel periodò iniziò a costruire vetture da corsa che portavano il suo cognome. Tali vetture per le prestazioni che avevano erano molto richieste dai vari piloti del tempo.
Ermini continuò a costruire auto da corsa fino al 1958 anno della sua morte. Alcuni collaboratori rilevarono l'azienda e continuarono l'attività fino al 1962.

## Carriera

### Pilota automobilistico
Di seguito sono riportate le competizioni automobilistiche in cui Pasquale Ermini ha gareggiato come pilota e i risultati ottenuti:
| Data              | Gara                   | Vettura             | Classifica  |
| 14 aprile 1935    | Mille Miglia           | Alfa Romeo 6c 2300  | Ritirato    |
| 5 aprile 1936     | Mille Miglia           | Fiat 508 CS Balilla | Ritirato    |
| 4 aprile 1937     | Mille Miglia           | Fiat 508 CS Balilla | Ritirato    |
| 30 giugno 1946    | Circuito di Modena     | Lancia              | 2º assoluto |
| 15 settembre 1946 | Circuito della Superba | Alfa Romeo          | Vittoria    |
| 29 settembre 1946 | Coppa Arturo Mercanti  | Alfa Romeo 2500     | Ritirato    |
| 11 maggio 1947    | Circuito di Piacenza   | ?                   | Ritirato    |
| 25 giugno 1947    | Gran Premio di Roma    | Fiat                | 7º assoluto |
| 22 giugno 1947    | Mille Miglia           | Fiat 1100           | 7º assoluto |
| 6 luglio 1947     | Circuito di Forlì      | Ermini              | 3º assoluto |
| 15 agosto 1947    | Circuito di Pescara    | Ermini              | Ritirato    |
| 24 agosto 1947    | Circuito di Senigallia | Alfa Romeo 2500     | Vittoria    |
| 31 agosto 1947    | Circuito di Novara     | Alfa Romeo          | 2º assoluto |
| 19 settembre 1947 | Circuito del Lido      | Alfa Romeo 2500     | 2º assoluto |
| 28 settembre 1947 | Circuito di Modena     | Alfa Romeo 2500     | 6º assoluto |
| 25 aprile 1948    | Firenze-Fiesole        | Ermini              | Vittoria    |
| 2 maggio 1948     | Mille Miglia           | Ermini              | Ritirato    |
| 13 giugno 1948    | Circuito di Mantova    | Fiat                | Ritirato    |

## Officine Ermini

### Pasquino Ermini ed Enzo Ferrari
In alcune occasioni i due fondatori di case automobilistiche sono stati messi a confronto forse per la totale diversità dei caratteri. Tanto forte era in Enzo Ferrari la voglia di essere un grande imprenditore quanto altrettanto forte fu la volontà di Ermini nel rimanere un artigiano. Le vetture prodotte da Ermini furono solo una ventina e tutte diverse l'una dall'altra per soddisfare le esigenze di ogni pilota-cliente. I rapporti tra i due, al di là di una vaga stima reciproca furono turbolenti. Si racconta che il Drake fosse impensierito dalle prestazioni delle vetture di Ermini e soprattutto non sopportava che il suo carrozziere, Sergio Scaglietti, lavorasse anche per l'altro, tanto che arrivò a minacciare la fine della collaborazione con la Carrozzeria Scaglietti  se avessero continuato a lavorare per Ermini. Ma Scaglietti aggirò il divieto mandando i propri collaboratori a lavorare per Ermini in una carrozzeria diversa da quella ufficiale. 

### Registro Storico Ermini
Il registro Storico Ermini è stato fondato da un gruppo di appassionati fiorentini che si sono prefissi l'obiettivo di riportare a Firenze il maggior numero possibile di vetture Ermini circolanti. Oltre alle vetture raccolgono tutti i documenti esistenti sul costruttore fiorentino.
In occasione delle rievocazioni storiche della Coppa della Consuma e della Coppa della Toscana è possibile ammirare un gran numero di vetture costruite da Pasquino Ermini.